# Heart 2 Heart
Heart 2 Heart fue un dúo islandés, formado por las cantantes Sigríður Beinteinsdóttir y Sigrún Eva Ármannsdottir, que participó en el Festival de la Canción de Eurovisión 1992.

## Festival de Eurovisión
El 22 de febrero de 1991, Sigríður Beinteinsdóttir y Sigrún Eva Ármannsdottir participaron en el Söngvakeppni Sjónvarpsins, consiguiendo ganar con su canción "Nei eða já" (Sí o no), lo que supuso que fueran las representantes de Islandia en el Festival de la Canción de Eurovisión 1992. El Festival se celebró el 9 de mayo en Malmö, Suecia, allí Heart 2 Heart obtuvieron la 7ª plaza, con 80 puntos.